# Maximilian Schell
Maximilian Schell (Beč, 8. studenog 1930. – Innsbruck, 1. veljače 2014.), Oscarom nagrađeni austrijsko-švicarski glumac, scenarist, filmski redatelj i producent. Svjetsku je slavu stekao ulogama Nijemaca u holivudskim filmovima koji su se bavili drugim svjetskim ratom, a od kojih je najpoznatija uloga odvjetnika u filmu Suđenje u Nürnbergu za koju je nagrađen Oscarom. Godine 1986. je tumačio naslovnu ulogu u televizijskoj seriji Petar Veliki koja se snimala u bivšem SSSR-u, prilikom čega je upoznao buduću suprugu - rusku filmsku zvijezdu Nataliju Andrejčenko, s kojom ima kći Anastasiju.
Živio je sa sopranisticom Ivom Mihanovic.

## Izabrana filmografija
- Mladi lavovi (1958.)
- Kinder,Mütter und ein General (1959.)
- Suđenje u Nürnbergu (1961.)
- The Reluctant Saint (1962.)
- Topkapi (1964.)
- The Deadly Affair (1966.)
- Heidi (1968.)
- Simón Bolívar (1969.)
- Krakatoa, East of Java (1969.)
- Prva ljubav  (1971.)
- Dosje Odessa (1974.)
- Atentat u Sarajevu (1975.)
- Der Richter und sein Henker (1975.)
- The Man in the Glass Booth (1975.)
- Željezni križ (1977.)
- Julia (1977.)
- Nedostižni most (1977.)
- Crna rupa (1979.)
- The Chosen (1981.)
- Fantom u operi (1983.), televizijski film
- Petar Veliki (1986.), televizijska serija
- Brucoš (1990.)
- Staljin (1992.), televizijski film
- Negdje daleko (1993.)
- Mala Odessa (1994.)
- Lažna Amerika (1997.)
- Vampiri (1998.)
- Žestoki udar (1998.)
- Skupljači školjaka (2006.), televizijski film
- Braća Bloom (2008.)

## Vanjske poveznice
- Maximilian Schell u internetskoj bazi filmova IMDb-u (engl.)